# Roxburghshire
Roxburghshire o contea di Roxburgh è una contea tradizionale della Scozia, situata nelle Southern Uplands. Confina con Dumfriesshire ad ovest, Selkirkshire a nord-ovest e Berwickshire a nord. A sud-est confina con il Cumberland e il Northumberland, in Inghilterra.

## Storia
Prese il nome dal Borgo Reale di Roxburgh, una città che declinò a partire dal XV secolo e che oggi non esiste più. Successivamente, il capoluogo della contea di Roxburgh passò a Jedburgh. Oggi, le principali città della contea sono Jedburgh, Hawick, Kelso e Melrose.
Oggi il Roxburghshire, ai fini del governo locale, si trova all'interno dell'area amministrativa degli Scottish Borders e contiene il centro amministrativo dell'area, la piccola città di Newtown St. Boswells. Mantiene lo status ufficiale di "contea di registrazione" e per scopi cerimoniali, si trova nell'area luogotenenziale di Roxburgh, Ettrick e Lauderdale. Il termine  Teviotdale fu usato nel passato per definire un'area che veniva percorsa dal fiume Teviot, il fiume Tweed e dai loro affluenti, e i suoi confini erano simili a quelli del Roxburghshire.
Alla Camera dei Comuni del Regno Unito, è rappresentata all'interno del Collegio di Berwickshire, Roxburgh and Selkirk.

## Status precedenti

### Contea
Fino al 1975 il Roxburghshire fu una delle contee tradizionali della Scozia, governata da un consiglio di contea dal 1890. Questo consiglio aveva sede a Newtown St. Boswells e al momento dell'abolizione della contea, conteneva quattro burghs e quattro distretti:
- il royal burgh di Jedburg
- i burghs di Hawick, Kelso and Melrose
- i distretti di Roxburgh, Hawick, Jedburgh, Kelso e Melrose.

L'antico royal burgh di Roxburgh, da cui la contea prende il nome, era decaduto e scomparso già dal XV secolo.

### Distretto
La legge sul governo locale scozzese del 1973 abolì le contee e unì le loro aree in regioni; l'area di Roxburghshire finì nella Regione dei Borders, che era divisa in quattro distretti, uno dei quali chiamato Roxburgh. Il distretto di Roxburgh consisteva dell'ex contea, eccetto l'area di Melrose (che fu inclusa nel distretto di Ettrick e Lauderdale), ma con l'aggiunta delle parrocchia di Nenthorn dal Berwickshire. Il consiglio regionale e quelli dei quattro distretti furono aboliti nel 1996, unificandoli per formare il consiglio attuale degli Scottish Borders.